# 定塚由美子

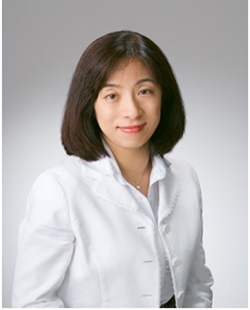
内閣審議官時の定塚

定塚 由美子（じょうづか ゆみこ、1962年3月19日 - ）は、日本の労働・厚生労働官僚。
夫は裁判官で法務省訟務局長、札幌地方裁判所長、東京高等裁判所部総括判事を歴任した定塚誠。
埼玉県出身。2人の子供がいる。

## 人物
1984年に東京大学法学部を卒業後、労働省に入省。内閣府男女共同参画局参事官、同局推進課長、厚生労働省雇用均等・児童家庭局総務課長など、女性の社会進出に関わる部署を歴任した。
2014年より、内閣官房内閣人事局内閣審議官。2018年、加藤勝信厚生労働大臣の下、厚生労働省の組織管理、内部部局の調整などを行う筆頭部局である厚生労働省大臣官房長に女性初の就任。
2019年、毎月勤労統計調査における統計不正問題では、官房長として対応を行ったが、国会での不正確な答弁などが問題となり、官房長の格下ポストとされる人材開発統括官に異動となり、事実上更迭された。2020年、退職。
2023年現在
公益財団法人21世紀職業財団会長、東急不動産ホールディングス株式会社社外取締役、清水建設株式会社社外取締役、日本司法支援センター（法テラス）理事。

## 経歴
- 1983年 - 国家公務員採用上級試験（甲種・法律）合格
- 1984年 - 東京大学法学部卒業
- 1984年 - 労働省入省（婦人少年局婦人労働課）
- 1984年 - 労働省婦人局婦人政策課
- 1985年 - 神奈川県労働部職業安定課
- 1986年 - 労働省大臣官房政策調査部産業労働調査課
- 1987年 - 労働省労政局労政課
- 1989年 - 労働省職業安定局高齢・障害者対策部障害者雇用対策課
- 1991年 - 労働省婦人局婦人政策課
- 1992年 - 労働省婦人局婦人福祉課長補佐
- 1993年 - 岡山県地域振興部国際交流課長
- 1995年 - 自治省行政局公務員部公務員課長補佐
- 1997年 - 労働省婦人局婦人労働課長補佐
- 1997年 - 労働省労政局勤労者福祉部福祉課長補佐
- 1998年 - 労働省労政局勤労者福祉部企画課長補佐
- 1999年 - 勤労者退職金共済機構総務部総務課長
- 2001年 - 厚生労働省医薬局総務課医薬情報室長
- 2003年 - 内閣府男女共同参画局参事官（調査担当）
- 2004年 - 同局推進課長
- 2007年 - 厚生労働省雇用均等・児童家庭局職業家庭両立課長
- 2010年 - 厚生労働省社会・援護局福祉基盤課長
- 2012年 - 厚生労働省雇用均等・児童家庭局総務課長
- 2014年 - 内閣官房内閣人事局内閣審議官(女性活躍推進、服務・勤務時間、福利厚生及びハラスメント防止、ワーク・ライフ・バランス担当)[6]
- 2016年 - 厚生労働省社会・援護局長
- 2018年 - 厚生労働省大臣官房長[7]
- 2019年 - 厚生労働省人材開発統括官
- 2020年 - 退職
- 2021年 - 東急不動産ホールディングス取締役、日本司法支援センター理事、清水建設取締役[8]
- 2023年 - 公益財団法人21世紀職業財団会長